# 文化学园大学短期大学部
文化学园大学短期大学部（日语：／ Bunka Gakuen Daigaku Tanki Daigakubu *），简称文短（ぶんたん），是過去一所位于日本东京都涩谷区的私立短期大学，於2022年停辦。

## 概要

### 简介
- 学校最早可以追溯到1920年[1]、短期大学为于1950年开办[2]、由学校法人文化学园经营。开始招収男学生从2012年[2]。

### 历史
- 1950年 文化女子短期大学成立并同时设置一个学科服装科[2]。
- 1964年 改校名为文化女子大学短期大学部[3]。
- 1965年 生活造型学科成立[2]。
- 1968年 两个专攻即服装专攻、生活造型专攻成立于专科[4]。。
- 1987年 国际文化学科成立[2]。
- 1989年 国际文化成立于专科[2]。
- 2003年 国际文化学科招生最后、次年停止招生。专科国际文化专攻停办[5]。
- 2005年 专科生活造型停办[5]。
- 2007年 今年3月31日国际文化学科正式停办[3]。
- 2011年 改校名为文化学园大学短期大学部[2]。
- 2012年 生活造型学科招生最后、次年停止招生。开始招収男学生[2]。
- 2022年 廢止。

## 学校环境
- 校区：在东京都涩谷区

## 历任校长
- 大沼淳：现在短期大学校长[6]

## 组织

### 学科
- 服装学科

### 前学科
- 生活造型学科[注 1]
- 国际文化学科[注 2]

### 专科
| - 服装专攻 |

### 前专科
| - 生活造型专攻 - 国际文化专攻 |

### 业余课程
| - 没有 |

## 知名校友
- 泽田圣子：唱作人
- 筱原友惠：女演员
- 古手川伸子：女演员，艺人
- 罗莉塔族：搞笑艺人
- 蓝川りの：女演员、插画家
- 安冈あゆみ：女时装模特儿
- 山岸爱梨：女时装模特儿

## 相关链接
- 日本短期大学列表
- 文化女子大学室兰短期大学：已停办
- 文化学园大学